# Pseudanthias taeniatus
Pseudanthias taeniatus es una especie de peces de la familia Serranidae en el orden de los Perciformes.

## Morfología
Los machos pueden llegar alcanzar los 13 cm de longitud total.

## Hábitat
Es un pez  de mar de clima tropical y asociado a los  arrecifes de coral que vive entre 10-40 m de profundidad.

## Distribución geográfica
Se encuentra en el Mar Rojo.